# Dallas Roberts
Dallas Mark Roberts (10 de maio de 1970) (44 anos) é um ator estadunidense nascido em Houston, no estado do Texas. EUA

## Filmografia
- The Lucky Ones (2003)
- Music (2003)
- Heavy Put-Away (2004)
- A Home at the End of the World (2004)
- Walk the Line (2005)
- Winter Passing (2005)
- The Notorious Bettie Page (2005)
- The L Word (2006)
- Sisters (2006)
- Flicka (2006)
- Joshua (2007)
- Lovely By Surprise (2007)
- 3:10 to Yuma (2007)
- Ingenious (2009)
- Shrink (2009)
- Tell-Tale (2009)
- The River Why (2010)
- The Factory (2010)
- Rubicon (2010)
- The Good Wife (2010–present)
- The Grey (2012)
- The Walking Dead (2012–13)
- Dallas Buyers Club (2013)
- Shadow People (2013)
- Unforgettable (2013–2015)
- Insatiable (2018–presente)